# Vatrostalna opeka
Vatrostalna opeka (ponekad se naziva i šamotna opeka) proizvodi se od manjeg dijela vatrostalne gline i većeg dijela mljevenog praha već prije pečene vatrostalne opeke. Vatrostalna opeka može izdržati temperaturu od 1580 °C, pa se upotrebljava uglavnom za obloge ložišta i donjih dijelova dimnjaka. Slično vatrostalnoj (šamotnoj) opeci upotrebljavaju se kao bazični vatrostalni materijali magnezitna, dolomitna i boksitna opeka, a kao kiseli vatrostalni materijali silika-blokovi i dinas-blokovi. Kiselootporne opeke upotrebljavaju se u agresivnim sredinama gdje djeluju sumporna ili solna kiselina i lužine (baze).

## Vatrostalni materijali
Vatrostalni materijali su prirodni ili umjetni nekovinski građevinski materijali (uobičajeno keramički materijali) čije je talište najmanje 1580 °C, a da se pri tome ne deformira. Za kakvoću vatrostalnog materijala još su odlučujući temperatura pri kojoj se materijali pod tlakom omekšavaju, propusnost za plinove, otpornost prema temperaturnim promjenama i prema kemijskim utjecajima. Vatrostalni keramički materijali se uglavnom dijele na:
- kisele (glavni sastojak je kremen),
- bazične (glavni sastojak je dolomit ili magnezit),
- neutralne (glavni sastojak je glina, kaolin, glinica, kromit ili ugljen s visokim postotkom ugljika).[1]

### Šamot
Šamot se najviše upotrebljava u tehnici, jer se dobiva iz lako dostupnih mineralnih nalazišta i da se odlikuje slabo kiselim ili slabo bazičnim svojstvima. Kemijski sastav šamotnih opeka je 50-60% SiO2, do 23-34% Al2O3 i 6-27% ostalih sastojaka koji imaju manje ili više Fe2O3, CaO, MgO, K2O, Na2O i TiO2. Izrađuju se od manje ili više čistog kaolina (Al2O3 x 2 SiO2 x 2 H2O) i pečene gline.Ove opeke nisu namijenjene da nose veliko opterećenje, već samo za oblaganje visokotemperaturskih ložišta. Mort za ozidavanje pravi se od samljevene vatrostalne gline i vode.

#### Kaolin
Kaolin (Al2O3 x 2 SiO2 x 2 H2O) je u čistom stanju bijela glina i koristi se pri izradi porculana, vatrostalnih opeka, papira, gume, pigmenata za boje i izolacionih materijala. Kaolin se u čistom stanju topi na 1760 ºC. Vatrostalni materijal (3 Al2O3 x 2 SiO2) dobiva se dugotrajnim zagrijavanjem u elektrolučnoj peći, u kojoj se tope kvarcni pijesak (SiO2) i boksit. Dobiveni materijal koristi se za oblaganje peći koji tope metal, za oblaganje kalupa za duboko vučenje (ekstrudiranje) i za izolatore svjećica benzinskih motora.

### Silikatne opeke
Silikatne opeke zadržavaju jačinu i na povišenim temperaturama. Kemijski se dijele u kisele (96-98% SiO2) i koriste se za oblaganje ložišta u slučaju kad je rastopljena materijal kisele prirode. Na radnim temperaturama nižim od 540 ºC silikatne opeke se troše ili mrve, te se i ne primenjuju ispod ove temperature.

### Dolomitne opeke
Dolomit je naziv i za mineral i za sedimentnu stijenu, a oboje su izgrađeni od kalcij-magnezijeva karbonata
(CaCO3 x MgCO3) u kristalnom stanju. Obično je bijele boje, ali može biti i crvenkast, siv ili smeđ od primjesa željeza ili mangana. Poslije pečenja dolomita (pri 1700 ºC) dobiva se CaO x MgO koji se zatim melje i miješa sa smolom i najzad preša u opeke. Dolomitne opeke su namijenjene za podzidavanje Siemens-Martinovih peć i elektrolučnih peći za proizvodnju čelika.

### Magnezitne opeke
Magnezitne opeke su u kemijskom pogledu bazni materijal. Služe za oblaganje Linz-Donawitz konvertera i Besemerovih konvertera. Kao vezivno sredstvo između opeka (mort) koriste se tanki čelični limovi koji oksidiraju na povišenim temperaturama. Željezov oksid hematit (Fe2O3) kemijski reagira s oksidom magnezija i tako učvršćuje opeke.

### Kromne cigle
Kromne cigle su vatrostalni materijali koji sadrže oko 50% kromovih oksida, s promjenljivim sadržajem oksida aluminija, magnezija, silicija i željezovih oksida. Koriste se kao kemijski neutralne opeke. Kombinacije kromovih i magnezijevih oksida daju opeke pogodne za visoke temperature i otporne na trošenje (habanje).

### Karborund ili silicijev karbid
Silicijev karbid ili karborund je kovalentni karbid, koji je zbog različitih nečistoća obojen zeleno, žuto, plavo ili crno, ovisno o vrsti nečistoća. Dobiva se reakcijom kremenog pijeska (SiO2) i koksa u elektrolučnim pećima pri temperaturama 1900-2000 °C. Odlikuje se velikom tvrdoćom (gotovo kao dijamant), koristi se za izradu bruseva i materijala za brušenje, poliranje i čišćenje površina čvrstih materijala. Vatrostalan je materijal, velike toplinske vodljivosti i velike otpornosti na temperaturne promjene, pa se upotrebljava za izradu okna visokih peći, posuda za taljenje metala, nosača u pećima za pečenje keramičkih posuda i slično. Iz njega se izrađuju mlaznice raketa, lopatice turbina, električna grijača tijela za rad pri visokim temperaturama (1100 – 1500 °C).

### Šupljikave vatrostalne opeke
Šupljikave vatrostalne opeke ili toplinsko – izolacijske šupljikave vatrostalne opeke koriste se za peći kod kojih se traži održavanje stalne temperature. To su lake i porozne opeke dobivene posipavanjem miješane gline s ugljenom prašinom. U toku pečenja opeke, dodane čestice ugljika izgaraju i ostaju plinski mjehurići. Na taj način dobivaju se porozne opeke lakše za trećinu od punih, ali s približno toliko boljom toplinskom izolacijom. Uglavnom se šupljikave opeke upotrebljavaju za peći srednjih temperatura namijenjenih za lemljenje i toplinsku obradu. Koriste se i kao vanjski oblog visokih peći, kako bi se smanjili toplotni gubici kroz njihove zidove.
| Naziv                        | Sastav (%)                                                    | Talište (°C) | Otpornost prema tlaku (°C) | Uporaba                                                                                            |
| silika I                     | > 94,5 SiO2 ˂ 2 Al2O3 ˂ 3.5 CaO                               | 1720         | 1630                       | teško opterećeni dijelovi pri visokim temperaturama, ali velika osjetljivost prema bazičnoj troski |
| silika II                    | >92 SiO2                                                      | 1670         | 1560                       | teško opterećeni dijelovi pri visokim temperaturama, ali velika osjetljivost prema bazičnoj troski |
| kremeni šamot (polukiseli)   | ≈ 90 SiO2 + Al2O3 + CaO + Fe2O3                               | 1650         | 1470                       | srednje opterećeni dijelovi                                                                        |
| šamot (bazični)              | > 55 - 60 SiO2 ˂ 36 - 41 Al2O3 0.2 - 0.6 CaO 0.08 - 0.2 Fe2O3 | > 1580       | 1300                       | manje opterećeni dijelovi (npr. dimni kanali)                                                      |
| silimanit                    | 55 - 60 Al2O3 ostalo SiO2                                     | ≈ 1875       | 1620                       | otporan prema troski i temperaturnim promjenama                                                    |
| magnezit                     | 85 - 88 MgO 4 - 6 SiO2 1 - 2 CaO 1 - 2 Al2O3 4 - 5 Fe2O3      | > 2000       | 1400                       | za peći s bazičnom oblogom, ali velika osjetljivost prema temperaturnim promjenama                 |
| kromni magnezit              | > 42 MgO >15 Cr2O3                                            | ≈ 1960       | 1560                       | otporan prema visokim temperaturama, brzim temperaturnim promjenama i utjecaju troske              |
| karborund (silicijev karbid) | 45 - 80 SiC 10 - 25 SiO2 9 - 20 Al2O3 + Fe2O3                 | > 2000       | 1700                       | neosjetljiv prema temperaturnim promjenama; iznad 1600 °C raspada se zbog oksidirajućih plinova    |
| ugljen                       | 85-90 C                                                       | > 2000       | 1750                       | za lonce, peći, elektrode                                                                          |

## Vatrostalni ozid
Vatrostalni ozid se sastoji od vatrostalnih opeka, vatrostalnog morta i vatrostalne mase za nabijanje, a koristi se za dijelove peći (npr. visoka peć), peći za sušenje, spalionica smeća, nuklearnih reaktora, lijevačkih lonaca i drugo, koji su izloženi djelovanju vrlo visokih temperatura, obično većih od 538 °C. Vatrostalni ozid je izložen vrlo složenom agresivnom djelovanju čitavog niza čimbenika, pa su zbog toga pojedini dijelovi ozida od različitih vatrostalnih opeka.